# Tammie Stone
Tammie Spatz-Stone (1976) es una deportista estadounidense que compitió en natación. Ganó tres medallas en el Campeonato Mundial de Natación en Piscina Corta, en los años 2000 y 2002.

## Palmarés internacional
| Campeonato Mundial en Piscina Corta | Campeonato Mundial en Piscina Corta | Campeonato Mundial en Piscina Corta | Campeonato Mundial en Piscina Corta |
| Año                                 | Lugar                               | Medalla                             | Prueba                              |
| ----------------------------------- | ----------------------------------- | ----------------------------------- | ----------------------------------- |
| 2000                                | Atenas (Grecia)                     | Medalla de plata                    | 4 × 200 m libre                     |
| 2000                                | Atenas (Grecia)                     | Medalla de bronce                   | 4 × 100 m estilos                   |
| 2002                                | Moscú (Rusia)                       | Medalla de bronce                   | 50 m libre                          |